# Praia do Ribatejo
Praia do Ribatejo is een plaats (freguesia) in de Portugese gemeente Vila Nova da Barquinha en telt 2087 inwoners (2001).